# بيت وينسلو
بيت وينسلو (بالإنجليزية: Pete Winslow)‏ هو شاعر أمريكي، ولد في 1934، وتوفي في 1972.